# Browerville (Minnesota)
Browerville est une ville américaine située dans le Comté de Todd, dans le Minnesota. Selon le recensement de 2010, sa population est de 790 habitants.